# Malh des Vivèrs
El Malh des Vivèrs es una montaña de los Pirineos de 2154 metros, situada en la comarca del Valle de Arán (provincia de Lérida).

## Descripción
La montaña del Malh des Vivèrs está situada en el municipio del Alto Arán, entre los valles formados por el barranco de Bargadèra y del río Valarties, ambos afluentes del río Garona.
En la falda norte del Malh des Vivèrs se encuentra el bosque de Garòs.